# NSU 1200C

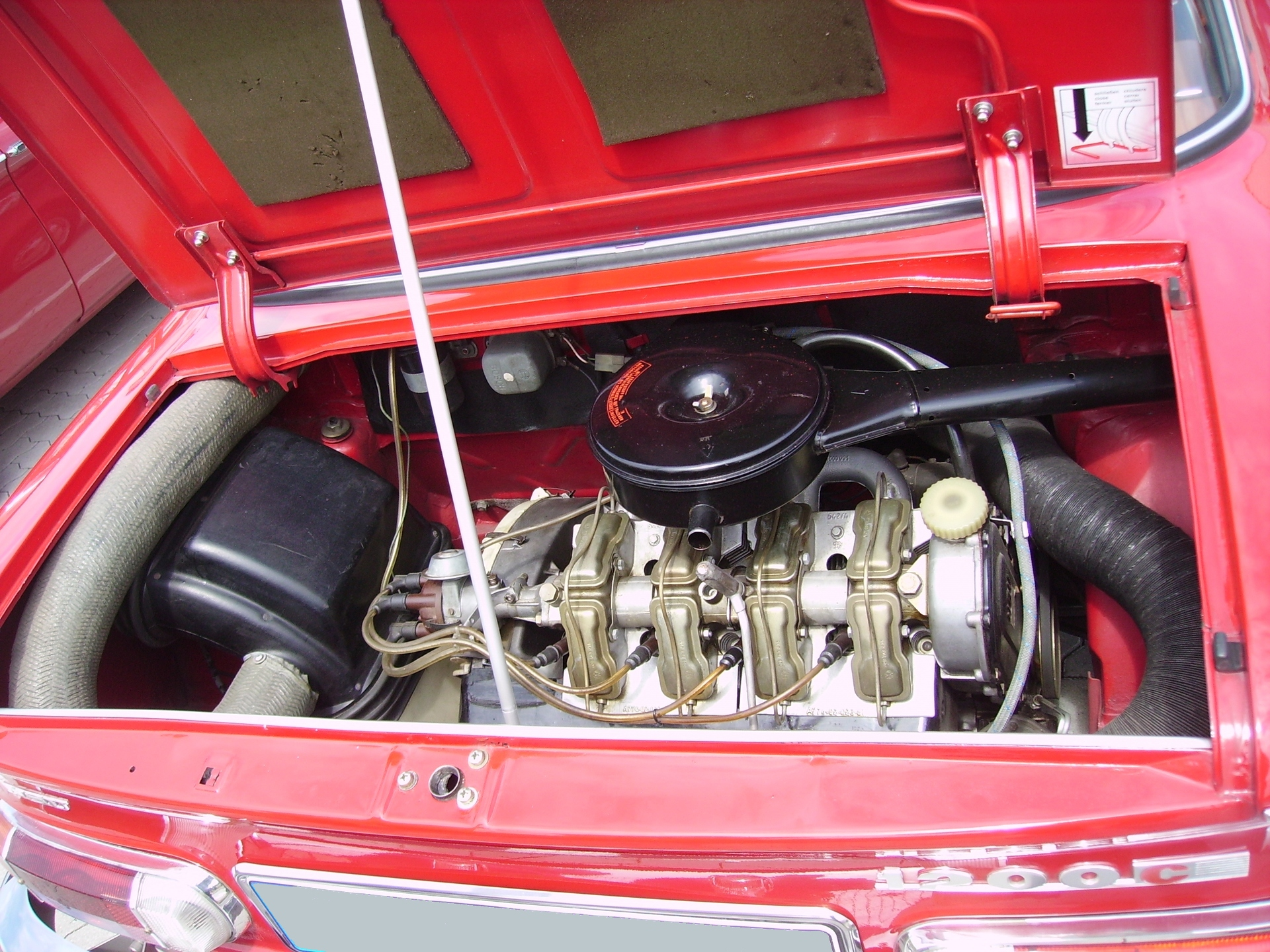
Komora silnikowa NSU 1200 C – pokrywa podparta adaptowanym wspornikiem, jej oryginalna blokada znajdowała się przy prawym zawiasie

NSU 1200 C – kompaktowy, dwudrzwiowy, pięciomiejscowy, sedan tylnonapędowy, produkowany przez niemiecką firmę NSU w latach 1967–1972. Wyposażony w chłodzony powietrzem silnik R4 o pojemności 1177 cm³.

## Dane ogólne
Modele NSU 1200 i 1200 C zostały wprowadzone do produkcji w 1967 jako rozwinięcie Typu 110. W porównaniu z poprzednikiem, auta otrzymały silniki o zwiększonej pojemności i mocy. Wprowadzono także kilka udogodnień, m.in. rozkładane przednie siedzenia, światła awaryjne, jednostronne postojowe światła obrysowe (zamontowane na skraju karoserii pod szybą przednią) i zegar – zastosowanych uprzednio w wersji: Typ 110 SC. Od 1970 obok dotychczasowej skrzyni 4-biegowej, dostępna była również 3-biegowa, półautomatyczna przekładnia, współpracująca ze sprzęgłem hydrokinetycznym (1200 C Automatik). Dzięki prostej konstrukcji, samochód był łatwy w naprawie. Cena modelu 1200 C wynosiła 5950 DM, wytworzono go w liczbie 167660 (256000 wraz z modelem NSU 1200) egzemplarzy. W 1972 zakończono produkcję wskutek przejęcia zakładów NSU (1969) przez Volkswagena.

## Dane techniczne
- Silnik R4 1,2 l (1175 cm³), 2 zawory na cylinder, SOHC[2]
- Układ zasilania: gaźnik[2]
- Średnica × skok tłoka: 75,00 mm × 66,60 mm[2]
- Stopień sprężania: 7,8:1[2]
- Moc maksymalna: 40,8 kW (55 KM) przy 5200 obr./min[2]
- Maksymalny moment obrotowy: 83 N•m przy 3500 obr./min[2]
- Hamulce: bębnowe (przód i tył)[2]

## Osiągi
- Przyspieszenie 0-80 km/h: 9,4 s
- Prędkość maksymalna: 145 km/h
- Średnie zużycie paliwa: 10 l/100 km